# جغرافیای اجتماعی
جغرافیای اجتماعی (به انگلیسی:Social geography) شاخه ای از جغرافیای انسانی است که به روابط بین جامعه و فضا علاقه‌مند است و بیشترین ارتباط را با نظریه اجتماعی به‌طور عام و جامعه‌شناسی به‌طور خاص دارد و به رابطه پدیده‌های اجتماعی و اجزای فضایی آن می‌پردازد. اگرچه خود این اصطلاح بیش از ۱۰۰ سال سنت دارد، دربارهٔ محتوای صریح آن اتفاق نظر وجود ندارد. در سال ۱۹۶۸ میلادی، آن بوتیمر خاطرنشان کرد که «به استثنای برخی استثناهای قابل توجه، (...) جغرافیای اجتماعی را می‌توان حوزه ای در نظر گرفت که توسط تعدادی از دانش پژوهان ایجاد و پرورش یافته‌است تا یک سنت آکادمیک که در مدارس خاص ایجاد شده باشد.» از آن زمان تا به حال و علی‌رغم برخی فراخوان‌ها و درخواست‌ها برای ایجاد نوعی هم‌گرایی با محوریت بحث ساختار و عاملیت، تنوع روش‌شناختی، نظری و موضوعی جغرافیای اجتماعی بیش از پیش گسترش یافته و به تعاریف متعددی از جغرافیای اجتماعی در محققان معاصر منجر شده‌است. با این حال، همان‌طور که بنو ورلن بیان می‌کند، این برداشت‌های متفاوت چیزی نیست جز پاسخ‌های متفاوت به دو (مجموعه) سؤال یکسان، که به ساختار فضایی جامعه از یک سو، و به بیان فضایی فرآیندهای اجتماعی از سوی دیگر اشاره دارد.
مفاهیم مختلف جغرافیای اجتماعی نیز با سایر زیر شاخه‌های جغرافیا و تا حدی جامعه‌شناسی همپوشانی داشته‌است. هنگامی که این واژه در طول دهه ۱۹۶۰ میلادی در سنت انگلیسی-آمریکایی ظهور کرد، اساساً به عنوان مترادفی برای جستجوی الگوها در توزیع گروه‌های اجتماعی به کار رفت، بنابراین جغرافیای اجتماعی ارتباط نزدیکی با جغرافیای شهری و جامعه‌شناسی شهری داشت. در دهه ۱۹۷۰ میلادی، تمرکز بحث در جغرافیای انسانی آمریکا بر فرآیندهای اقتصادی سیاسی بود (اگرچه تعداد قابل توجهی از گزارشات برای دیدگاه پدیدارشناسانه در مورد جغرافیای اجتماعی وجود داشت)، در حالی که در دهه ۱۹۹۰ میلادی، تفکر جغرافیایی به شدت تحت تأثیر «چرخش فرهنگی» قرار گرفت. همان‌طور که نیل اسمیت اشاره می‌کند، هر دو بار، این رویکردها «ادعای اقتدار بر اجتماع» را داشتند. در سنت آمریکایی، مفهوم جغرافیای فرهنگی تاریخچه بسیار برجسته‌تری نسبت به جغرافیای اجتماعی دارد و حوزه‌های تحقیقاتی را در بر می‌گیرد که در جای دیگر ممکن است به عنوان «اجتماعی» مفهوم‌سازی می‌شوند. در مقابل، در برخی از سنت‌های اروپای قاره‌ای، جغرافیای اجتماعی رویکردی به جغرافیای انسانی تلقی می‌شود و هنوز هم به جای یک رشته فرعی، یا حتی به‌طور کلی با جغرافیای انسانی یکسان است.

### کتاب‌های درسی
- Jackson, Peter and Susan J. Smith (1984): Exploring Social Geography. Boston, London (Allen & Unwin). 239 p.
- Smith, Susan J. et al. (eds.) (2010): The Sage Handbook of Social Geographies. London (Sage). 614 p.
- Valentine, Gill (2001): Social Geographies: Space and Society. New York (Prentice Hall). 400 p.
- Werlen, Benno (2008): Sozialgeographie: Eine Einführung (3. ed.). Bern et al. (Haupt). 400 p. (به آلمانی)
- Newcastle Social Geographies Collective (2021) Social Geographies: an introduction. Rowman and Littlefield International.

### دیگر آثار
- Gregory, Derek and John Urry (eds.) (1985): Social Relations and Spatial Structures. Basingstoke et al. (MacMillan). 440 p.
- Gregory, Derek (1994): Geographical Imaginations. Cambridge, MA (Blackwell). 442 p.
- Hampl, Martin (2000): Reality, Society and Geographical/Environmental Organization: Searching for an Integrated Order. Prague (Faculty of Science, Charles University in Prague). 112 p.
- Werlen, Benno (1993): Society, Action and Space: An Alternative Human Geography. London, New York (Routledge). 249 p.